# Calumet (Oklahoma)
Calumet és un poble dels Estats Units a l'estat d'Oklahoma. Segons el cens del 2000 tenia 535 habitants.

## Demografia
Segons el cens del 2000, Calumet tenia 535 habitants, 181 habitatges, i 144 famílies. La densitat de població era de 161,4 habitants per km².
Dels 181 habitatges en un 43,1% hi vivien nens de menys de 18 anys, en un 64,6% hi vivien parelles casades, en un 10,5% dones solteres, i en un 20,4% no eren unitats familiars. En el 19,3% dels habitatges hi vivien persones soles el 7,7% de les quals corresponia a persones de 65 anys o més que vivien soles. El nombre mitjà de persones vivint en cada habitatge era de 2,96 i el nombre mitjà de persones que vivien en cada família era de 3,32.
Per edats la població es repartia de la següent manera: un 32,9% tenia menys de 18 anys, un 9,9% entre 18 i 24, un 28,2% entre 25 i 44, un 19,6% de 45 a 60 i un 9,3% 65 anys o més.
L'edat mediana era de 29 anys. Per cada 100 dones de 18 o més anys hi havia 88,9 homes.
La renda mediana per habitatge era de 33.571 $ i la renda mediana per família de 37.679 $. Els homes tenien una renda mediana de 24.773 $ mentre que les dones 19.167 $. La renda per capita de la població era d'11.589 $. Entorn del 9,9% de les famílies i el 14,2% de la població estaven per davall del llindar de pobresa.

## Poblacions més properes
El següent diagrama mostra les poblacions més properes.